# Mrtvo dizanje
Mrtvo dizanje ili engleski deadlift jedna je od temeljnjih vježbi snage i uz potisak s klupe i čučanj jedna od tri disciplina u powerliftingu.

## Izvođenje
Dok uteg iz mrtve pozicije leži na podu ne smije se stajati previše blizu niti predaleko od šipke. U početnom položaju stopala su u širini kukova s prstima okrenutim malo prema van. Ruke su skroz opružene. Pri podizanju utega gura se iz peta, a ne prednjim dijelom stopala. Koljena moraju pratiti smjer prstiju, a ne smiju se slomiti prema unutra za vrijeme podizanja. Nakon dizanja u ispruženi položaj izvodi se spuštanje ravnim leđima i blago savijenim koljenima sve dok uteg ne dotakne pod.

## Uključeni mišići
- Dvoglavi bedreni mišić (Musculus biceps femoris)
- Četveroglavi bedreni mišić (Quadriceps femoris)
- Najveći stražnjični mišić (Gluteus maximus)
- Mišić uspravljač kralježnice (Erector spinae)
- Veliki mišić primicač (Adductor magnus)
- Polutetivni mišić (Musculus semitendinosus)
- Poluopnasti mišić (Musculus semimembranosus)
- Troglavi gnjatni mišić (Musculus triceps surae9
- Trapezni mišić (Musculus trapezius)
- Najširi leđni mišić (Latissimus dorsi)